# Bündnerromanisch
Das im Schweizer Kanton Graubünden gesprochene Bündnerromanisch – gewöhnlicher Rätoromanisch oder einfach Romanisch genannt (Eigenbezeichnung surselvisch romontsch, Vallader, surmeirisch und Rumantsch Grischun rumantsch, Puter rumauntsch, sutselvisch rumàntsch) – gehört zusammen mit dem Dolomitenladinischen und mit dem Friaulischen zu den rätoromanischen Sprachen, einer Untergruppe der romanischen Sprachen. Ob die rätoromanischen Sprachen eine genetische Einheit bilden – das Bündnerromanische also mit dem Dolomitenladinischen und dem Friaulischen genetisch näher verwandt ist als mit allen anderen romanischen Sprachen –, ist in der Sprachforschung bisher nicht entschieden (→ Questione Ladina).
Bündnerromanisch ist seit 1938 neben Deutsch und Italienisch Amtssprache im Kanton Graubünden. Auf Bundesebene ist es neben Deutsch, Französisch und Italienisch die vierte Landessprache der Schweiz; den Status einer Amtssprache hat es hier nur im Verkehr mit bündnerromanischsprachigen Einwohnern.
Für etwa 35'000 (14,7 % der Bevölkerung des Kantons Graubünden) Menschen ist Bündnerromanisch die Hauptsprache, insgesamt können etwa 60'000 Menschen die Sprache sprechen. Dies entspricht etwa 0,7 % der Schweizer Bevölkerung bzw. knapp 30 % der Bevölkerung Graubündens.

## Bezeichnung

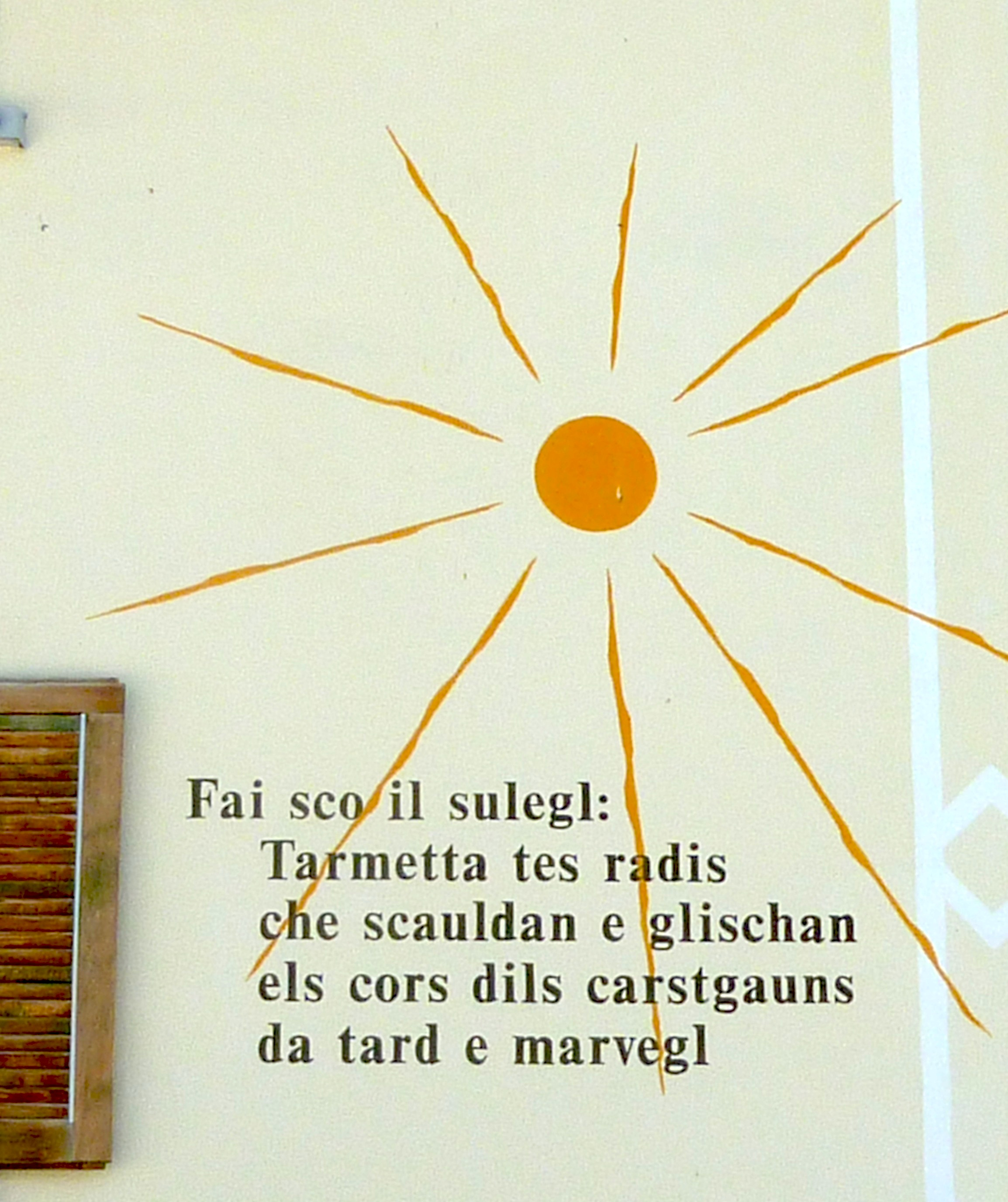
Rätoromanische Inschrift an einem Haus in Sagogn in der Surselva

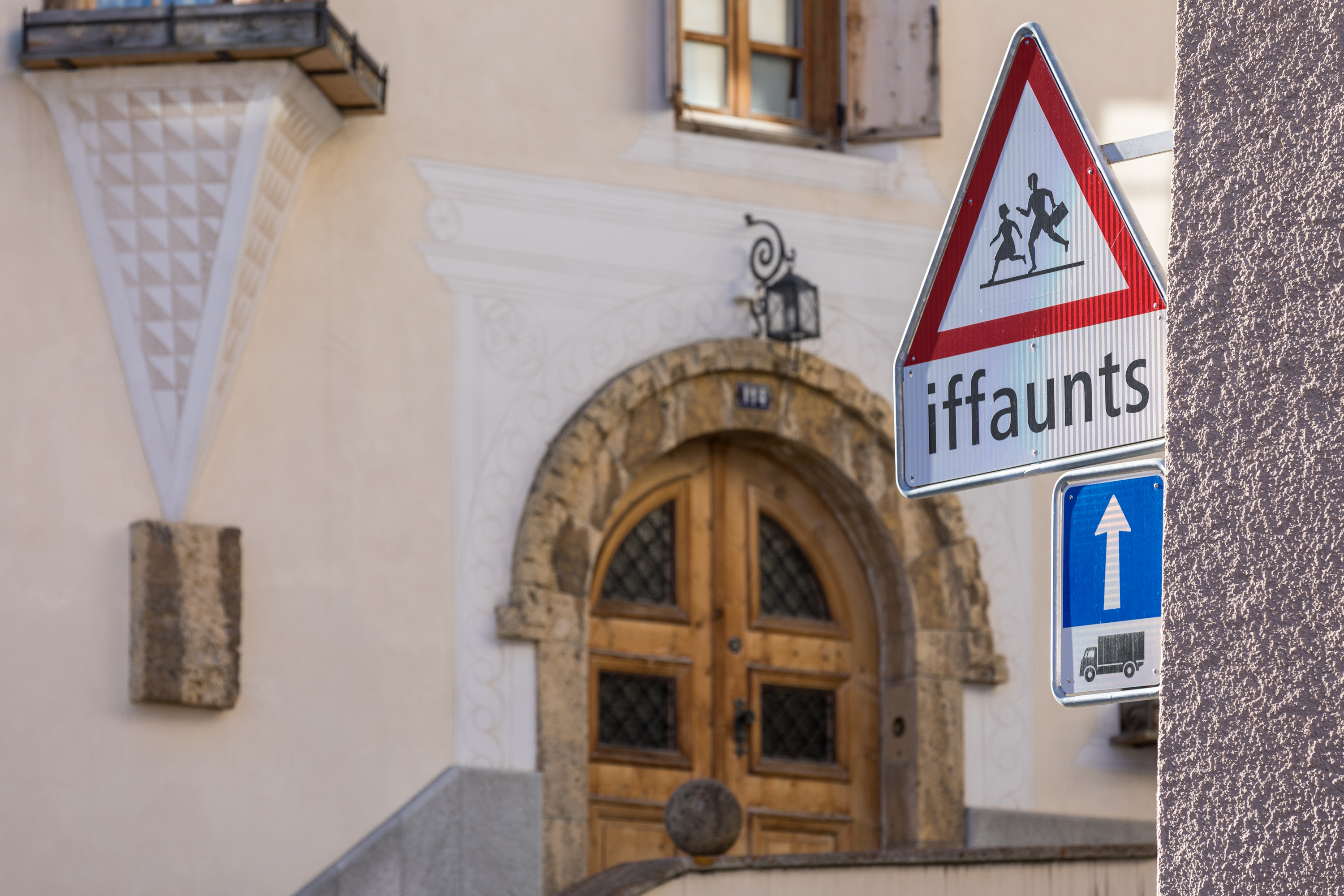
Verkehrsschild in Zuoz/Oberengadin

Das Verhältnis von Bündnerromanisch, Dolomitenladinisch und Friaulisch zueinander ist in der Sprachwissenschaft umstritten (mehr dazu im Artikel Rätoromanische Sprachen). Entsprechend uneinheitlich sind die Bezeichnungen.
In der Schweiz wird die Gruppe der in der Schweiz gesprochenen romanischen Idiome in der Bundesverfassung, in der Verfassung des Kantons Graubünden und in den Gesetzen Rätoromanisch genannt. Auch die Deutschschweizer Bevölkerung spricht von Rätoromanisch oder, alltäglicher, einfach von Romanisch. Demgegenüber bezeichnen Linguisten die Gruppe dieser Idiome meist als Bündnerromanisch. Der Begriff Rätoromanisch wird von den Linguisten uneinheitlich gebraucht und von einigen sogar ganz abgelehnt.
Die parallele Verwendung verschiedener Begriffe kennen auch die Bündnerromanen selbst: Die 1885 gegründete Societad Retorumantscha trägt «rätoromanisch», das 1904 gegründete Dicziunari Rumantsch Grischun «bündnerromanisch» und die 1919 gegründete Lia Rumantscha «romanisch» im Namen. Die alltägliche Eigenbezeichnung ist, entsprechend dem deutschen Gebrauch, einfach rumantsch (bzw. romontsch, rumauntsch, rumàntsch).

## Verbreitungsgebiet

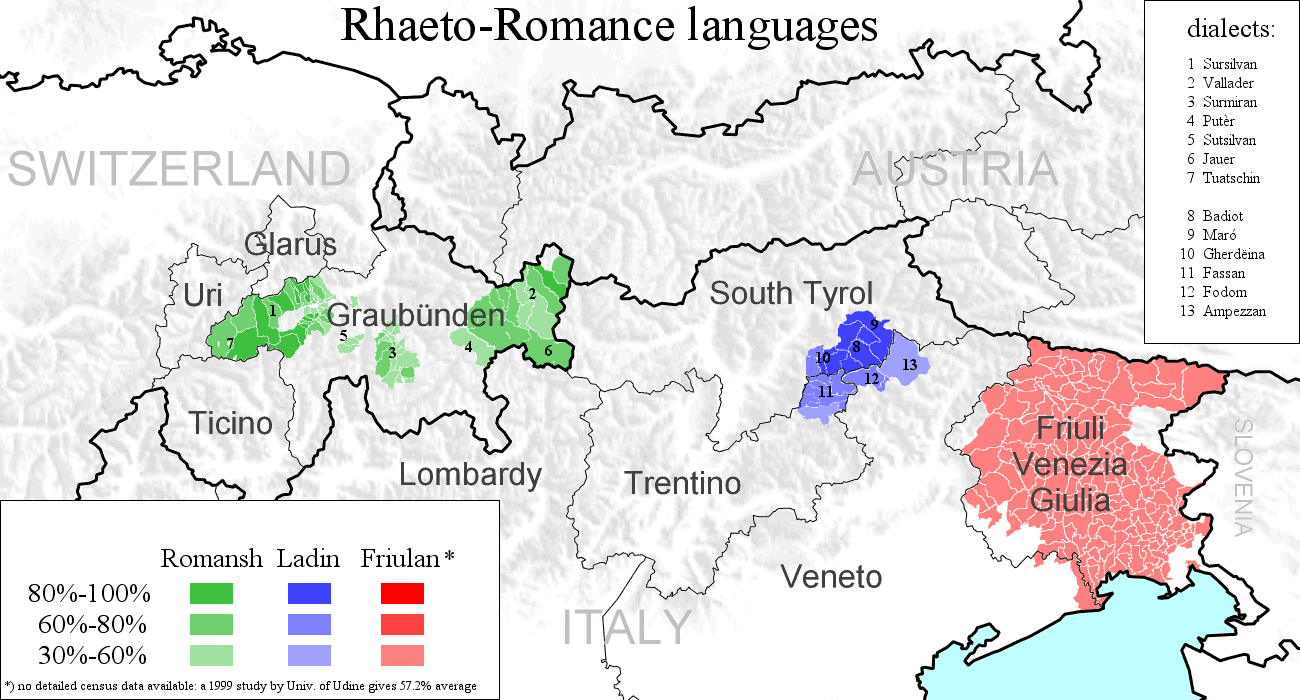
Verbreitungsgebiete der rätoromanischen Sprachen, wo deren Anteil mindestens 30 % beträgt

Bei der Schweizer Volkszählung von 1990 gaben 66’356 Menschen Romanisch als regelmässig gesprochene Sprache an, davon bezeichneten sie 39’632 als Hauptsprache. Im Jahr 2000 gaben nur noch 35’095 Romanisch als Hauptsprache an.
Wegen der früheren Abgeschiedenheit vieler Orte und Täler des Kantons Graubünden haben sich verschiedene Mundarten entwickelt, die sich in mehrere Gruppen gliedern lassen. Deren fünf haben eigene Schriftsprachen entwickelt, weshalb man schweizerisch von fünf «Idiomen» spricht:
- Oberländisch, Surselvisch oder Sursilvan: verbreitet gesprochen und geschrieben im Vorderrheintal und dessen Seitentälern (im Tujetsch und in der Val Medel wird der Unterdialekt Tuatschin gesprochen), nur geschrieben überdies in der Region Imboden (Il Plaun) mit den Ortschaften Domat/Ems, Rhäzüns (Razén), Bonaduz und Trin (die Ortsdialekte der letztgenannten Dörfer gehören zum Sutsilvan)
- Sutselvisch oder Sutsilvan: gesprochen und geschrieben in Gebieten des Hinterrheins, nämlich in den Berggemeinden des Domleschgs (Tumleastga) und des Heinzenbergs (Mantogna), sowie im Schams (Schons) und im Val Ferrera, überdies nur gesprochen in der Region Imboden (siehe oben)
- Surmeirisch oder Surmiran: verbreitet gesprochen und geschrieben im Albulatal, in der Gemeinde Vaz/Obervaz und im Oberhalbstein (Sursès), nur gesprochen überdies in Bergün/Bravuogn (Bargunsegner)
- Oberengadinisch, Puter oder Putér: gesprochen und geschrieben im Oberengadin, nur geschrieben überdies in Bergün/Bravuogn, wo ein dem Surmiran zugehöriger Ortsdialekt gesprochen wird (siehe oben)
- Unterengadinisch oder Vallader: verbreitet gesprochen und geschrieben im Unterengadin, nur geschrieben überdies im Münstertal
- Münstertalisch oder Jauer: gesprochen im Münstertal, als Schriftsprache wird aber Unterengadinisch verwendet.

Die Aufreihung entspricht der Verbreitung von West nach Ost. Putér und Vallader werden von den Romanen auch als Rumantsch Ladin zusammengefasst und in der Hymne Chara lingua da la mamma besungen (chara lingua da la mamma, tü sonor rumantsch ladin …).

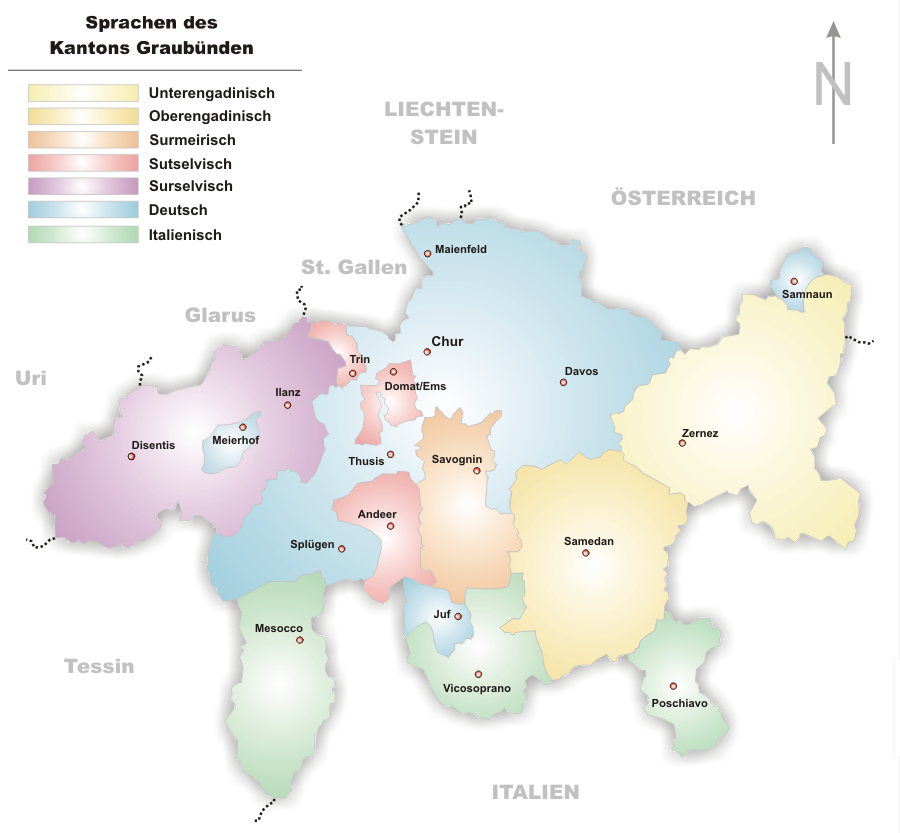
Verbreitungsgebiet der romanischen Idiome in Graubünden
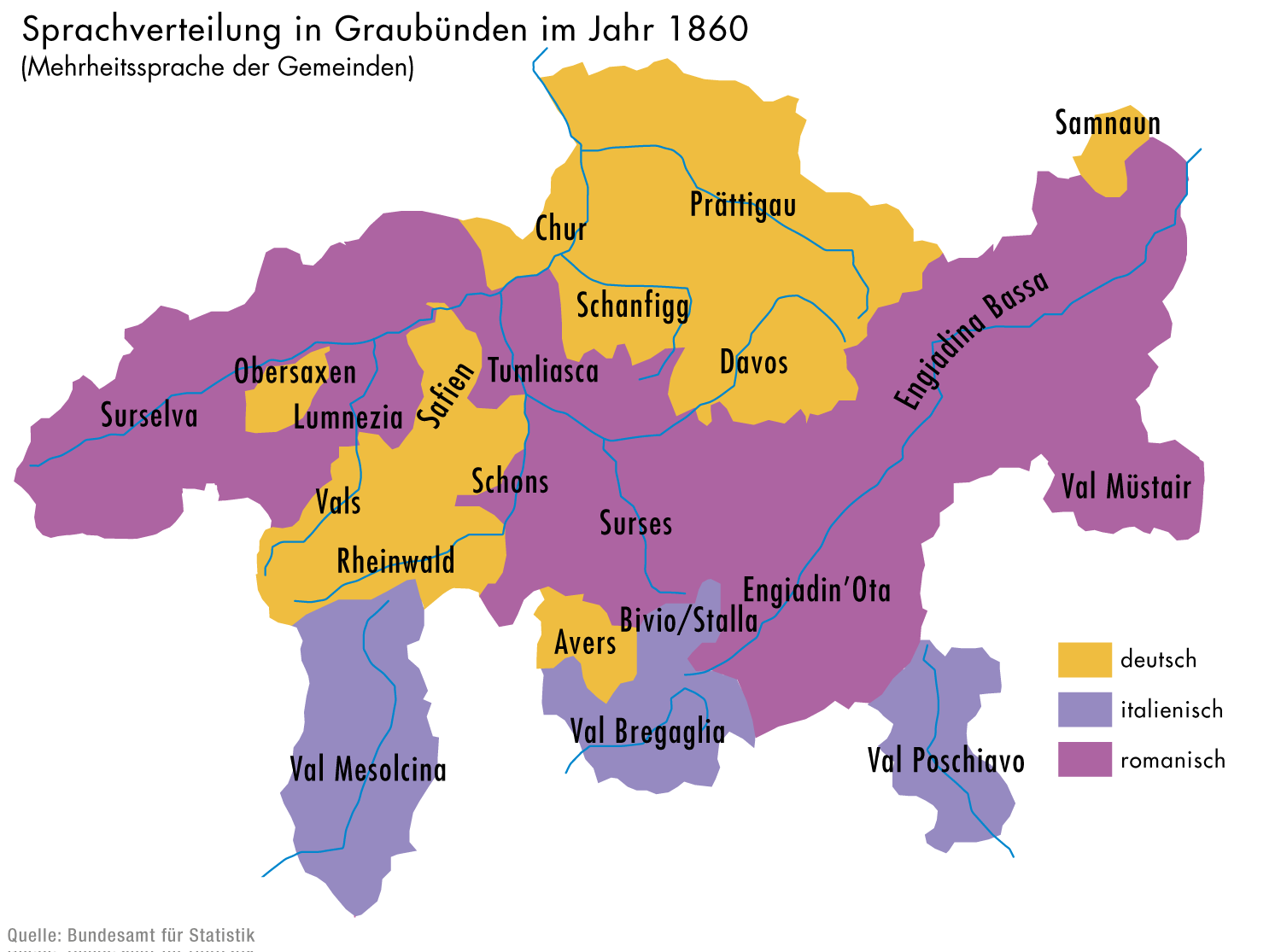
Sprachmehrheit in Graubünden 1860
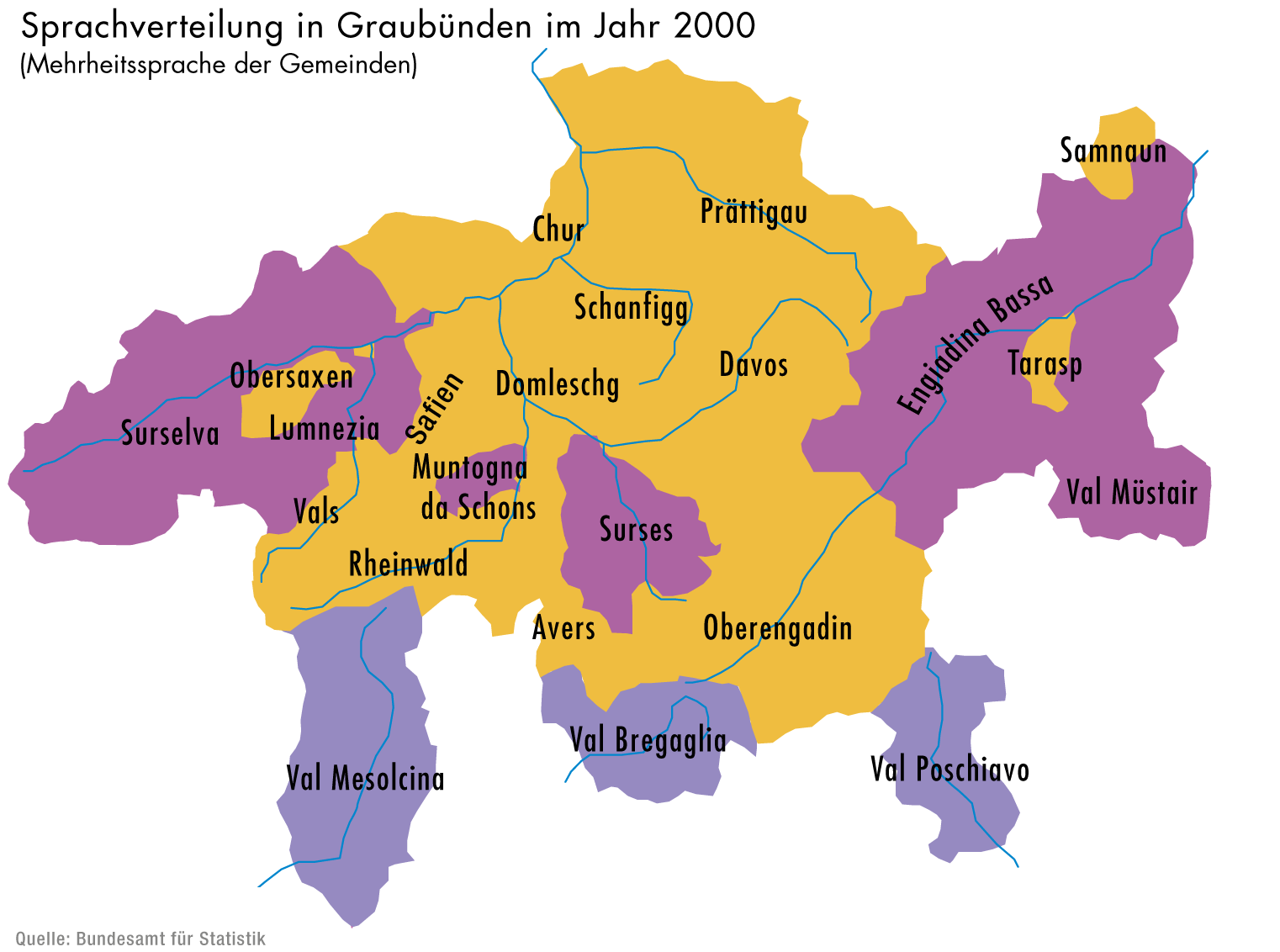
Sprachmehrheit in Graubünden 2000
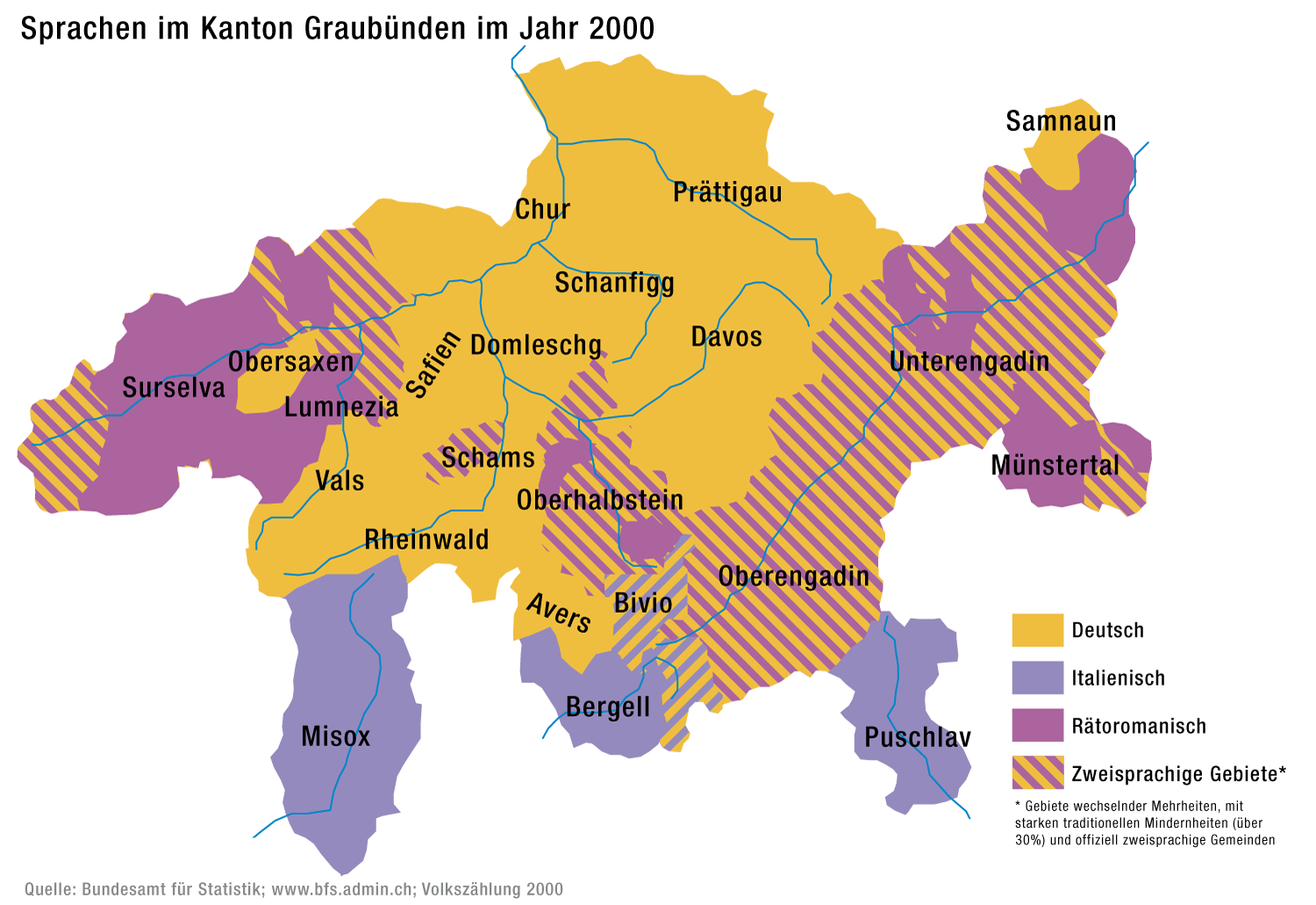
Tatsächliche Verbreitung der Landessprachen in Graubünden 2000
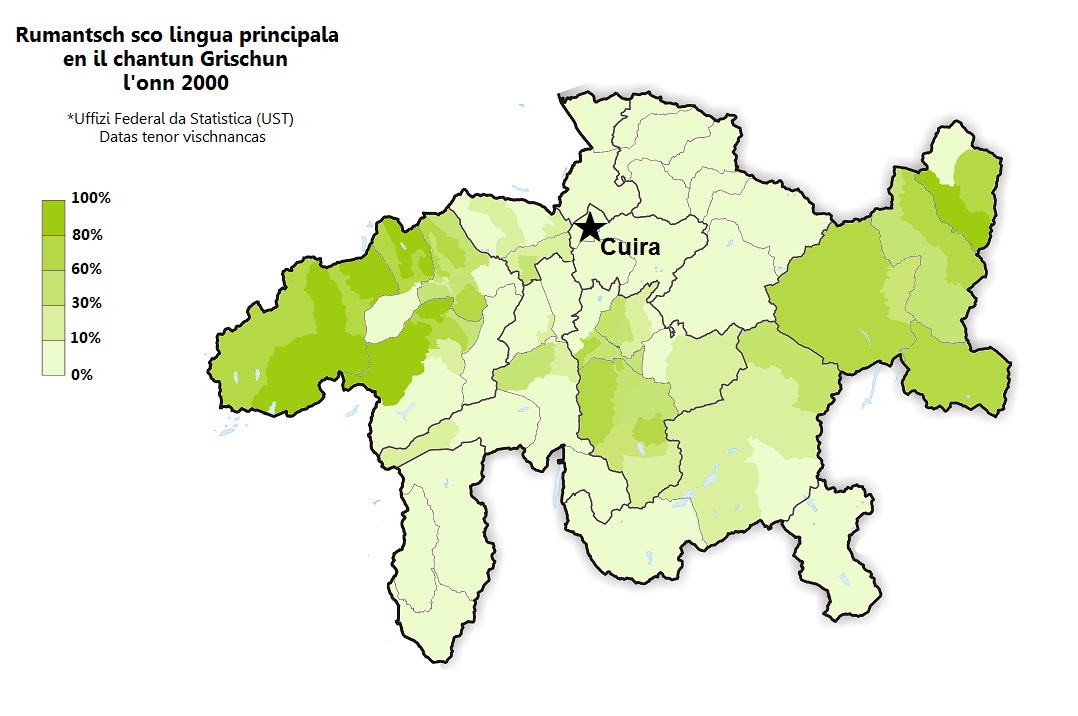
Verbreitung des Romanischen als Hauptsprache 2000

## Geschichte
Ursprünglich war das heutige Verbreitungsgebiet des Bündnerromanischen von Kelten und, vermutlich nur ganz im Osten Graubündens, von Rätern besiedelt. Die Zuordnung der Räter und ihrer Sprache ist unsicher, aber die rätische Sprache scheint nicht zur indogermanischen Sprachfamilie zu gehören. Gesichertere Aussagen sind wegen der nur bruchstückhaften Überlieferung des Rätischen schwierig, doch ist die heute bevorzugte Hypothese die einer Verwandtschaft mit dem Etruskischen.
Diese Völker wurden während des Alpenfeldzuges von 15 v. Chr. von den Römern unterworfen, welche das Latein (hauptsächlich in Form des gesprochenen Vulgärlateins) in die unterworfenen Gebiete brachten.
Wie schnell anschliessend die Romanisierung erfolgte, ist unsicher. Am Ende des Altertums waren nach den jedoch nicht abschliessenden Erkenntnissen der Sprachforschung die ursprünglichen vorrömischen Sprachen anscheinend praktisch ausgestorben, und es blieben nur wenige Substratwörter im Romanischen erhalten. Diese beziehen sich vor allem auf für die Alpen typische Bezeichnungen aus den Gebieten von Flora und Fauna sowie Geländebezeichnungen. Aus dem Rätischen stammen z. B. (a)gnieu ‚Adlerhorst, Vogelnest‘, crap ‚Stein‘, grusaida ‚Alpenrose‘, izun ‚Heidelbeere‘, schember ‚Zirbelkiefer‘, tschess ‚Geier‘ und urblauna ‚Schneehuhn‘. Aus dem Keltischen entstanden z. B. carmun ‚Wiesel‘, engadinisch dischöl, döschel ‚Albdruck, -traum‘, dratg, draig ‚Sieb‘, oberengadinisch giop ‚Wacholderbusch‘, giutta ‚Rollgerste, Graupen‘, glitta ‚Schlamm, Schlick‘, grava ‚Geröll, Schutthalde‘, marv ‚steif, erstarrt, gliederlahm‘, mat ‚junger Knabe, Bursche‘ ~ matta ‚junges Mädchen‘, mellen ‚gelb‘, tegia ‚Alp-, Sennhütte‘, trutg ‚Bergpfad‘, tschigrun ‚Ziger‘ und umblaz ‚Jochschlaufe‘.

Verbreitung des Rätoromanischen

Ab dem 8./9. Jahrhundert geriet die Region unter germanischsprachigen Einfluss. Im weiteren Verlauf wurde zunehmend Deutsch zur Amtssprache, Bündnerromanisch wurde zu jener Zeit verächtlich als «Bauernsprache» angesehen. Dass früher auf einem viel grösseren Gebiet Bündnerromanisch gesprochen wurde, erkennt man unter anderem an den vielen bündnerromanischen Ortsnamen und Lehnwörtern in den heute deutschsprachigen Kantonen Glarus und St. Gallen. Sie zeigen, dass bis ins Hochmittelalter und teilweise noch länger die Sprachgrenze im Nordwesten im Gasterland lag und somit auch das ganze Walenseegebiet (Walen- ist mit welsch verwandt) bündnerromanisch war. Im Nordosten reichte das bündnerromanische Sprachgebiet um 700 bis zum Bodensee, um 1100 bis zum so genannten Hirschensprung bei Rüthi im St. Galler Rheintal. Auch weite Gebiete in Vorarlberg und im Westtirol (Oberinntal, Vinschgau) waren ehemals bündnerromanisch. Am spätesten (nach dem 11. Jahrhundert) eingedeutscht wurden Gegenden, deren Ortsnamen bis heute nicht auf der ersten Silbe betont werden, z. B. (Bad) Ragaz, Sargans, Vaduz (zu lat. aquaeductus ‚Wasserleitung‘), Montafon, Tschagguns und Galtür.
Die ersten bekannten romanischsprachigen Dokumente waren Übersetzungen lateinischer Predigten. Das erste bekannte literarische Werk ist das Lied Chanzun da la guerra dal Chastè da Münsch, welches 1527 vom Engadiner Gian Travers verfasst wurde. In 700 Versen wird der Krieg um die Festung Musso am Comersee in den Jahren 1525–1526 beschrieben; der Krieg ging als Müsserkrieg in die Geschichte ein. Erst während der Reformation entstanden eigentliche Schriftsprachen in den verschiedenen Idiomen. Der Hauptgrund dafür, dass sich keine einheitliche Schriftsprache für alle Idiome entwickelte und dass das Bündnerromanische gegenüber der deutschen Sprache zunehmend an Boden verlor, war das Fehlen eines bündnerromanischen geistig-politischen Zentrums. Die Stadt Chur, welche als einzige für eine solche Funktion in Frage gekommen wäre, geriet als Bischofssitz schon früh unter deutschen Einfluss und war ab dem 15. Jahrhundert nur noch deutschsprachig. Erst in jüngster Zeit, d. h. ab Beginn des 20. Jahrhunderts, hat sich infolge der Abwanderung von Romanen in die Kapitale hier wieder zunehmend so etwas wie ein Zentrum für die romanische Sprache und Kultur bilden können, von dem wichtige Impulse in die romanischen Stammlande ausgehen. Diese Entwicklung geht einher mit der zunehmenden Ausprägung eines romanischen Sprachbewusstseins, das vor dem 19. Jahrhundert noch weitgehend fehlte.
Der Name Rätoromanisch wurde erst im späten 19. Jahrhundert vom Romanisten Theodor Gartner geprägt, wo er ihn im Titel seiner Raetoromanischen Grammatik von 1883 und seines Handbuchs der rätoromanischen Sprache von 1913 verwendete; er bezog sich damit von Anfang an auf die Gesamtheit der rätoromanischen Sprachen. Der Begriff nimmt den Namen der römischen Provinz Raetia auf, die jedoch ein weit grösseres Gebiet umfasste als den Lebensraum der unterworfenen Räter, die gemäss heutigem Forschungsstand nur ganz im Osten des heutigen Kantons Graubünden lebten, nämlich im Unterengadin und im Münstertal.
Im Mittelalter nannten Deutschsprachige das Bündnerromanische Churwalsch, -welsch, d. h. «von den Einwohnern Churs beziehungsweise des Bistums Chur gesprochene welsche Sprache». Martin Luther bezog im 16. Jahrhundert das Wort «Kauderwelsch» explizit auf das Churwelsche. Die scherzhafte Bezeichnung «Geröllhaldenlatein» (für den geologischen Hintergrund siehe Bündnerschiefer) ist neueren Datums (Mitte des 20. Jahrhunderts) und weniger verächtlich, sondern eher freundschaftlich oder neckisch gemeint.

### Neuere Geschichte
Mit der italienischen Einigung von 1861 wurden Forderungen laut, alle Gebiete, die ganz oder teilweise von einer italienischsprachigen Bevölkerung bewohnt waren bzw. südlich des Alpenhauptkamms lagen, in den neuen italienischen Nationalstaat einzugliedern (Italienischer Irredentismus). Eine Erstarkung erfuhr diese Bewegung nach dem Ende des Ersten Weltkrieges, als Italien nicht all jene Gebiete bekam, die ihm im Londoner Vertrag von 1915 zugesichert worden waren. Dies betraf auch die Schweiz: Die italienischen Alpentäler und die rätoromanischen Gebiete in den Kantonen Tessin und Graubünden sollten an Italien fallen. Von italienischer Seite wurde das Rätoromanische nicht als eigenständige Sprache aufgefasst, sondern als Dialekt des Lombardischen und somit in sprachlicher Hinsicht Italien zugehörig. Eine weitere Intensivierung der irredentistischen Bestrebungen fand unter der faschistischen Regierung Italiens statt. Am 21. Juni 1921 bemerkte Benito Mussolini in einer Rede, dass die staatliche Einigung Italiens erst vollendet sei, wenn das Tessin zu Italien gehöre. Der rätoromanischen Minderheit gegenüber wurde behauptet, dass ihre sprachlichen und kulturellen Eigenheiten Gefahr liefen, von einer deutschsprachigen Mehrheit verdrängt zu werden, und dass der einzige Schutz vor diesem «Pangermanismus» in der Eingliederung in das italienische Reich zu finden sei.
Der Versuch Italiens, mit irredentistischer Propaganda einen Keil zwischen die sprachlichen Mehr- und Minderheiten der Schweiz zu schieben, scheiterte. Tessiner wie Rätoromanen verstanden sich selbst als kulturelle Schweizer und damit dem schweizerischen Nationalstaat zugehörig. Um weiterer Einflussnahme Italiens ein für alle Mal einen Riegel vorzuschieben, wurde am 20. Februar 1938 die rätoromanische Sprache mit einer deutlichen Mehrheit von 91,6 % zur vierten Landessprache erhoben. In Zahlen sprachen sich 574 991 Wähler für eine vierte Landessprache aus, 52 827 Wähler waren dagegen. Den Status einer Amtssprache im Verkehr mit rätoromanischsprachigen Einwohnern erreichte Rätoromanisch allerdings erst durch die Volksabstimmung vom 10. März 1996 über die Revision des Sprachenartikels der Bundesverfassung.
Mit Ausbruch des Zweiten Weltkriegs wurde der neue Status als Landessprache gleich auf den Prüfstand gestellt. Als Teil der Zensurmassnahmen waren zur Telekommunikation nur noch die vier Landessprachen im Inlandsverkehr und die drei Amtssprachen plus Englisch für den Auslandsverkehr zugelassen. Dies verlief aber nicht immer reibungslos. So kam es vor, dass Telefongespräche, die auf Rätoromanisch geführt wurden, von den mithörenden Telefonistinnen unterbrochen wurden. Da es sich bei diesen Vorfällen nicht um Einzelfälle handelte und damit die Validität der Ernennung zur Landessprache in Frage gestellt wurde, führte dies zu einem kleinen Skandal. Die Sache gewann an Fahrt, als die rätoromanische Zeitung Fögl Ladin mehrmals über solche Unterbrechungen berichtete und gar die Frage aufwarf, ob es denn überhaupt erlaubt sei, auf Rätoromanisch zu telefonieren. Einen Höhepunkt fand dieses Anliegen, als Nationalrat Hans Konrad Sonderegger im persönlichen Gespräch mit seiner Gattin unterbrochen wurde und wie ein «ausländischer Spitzel» behandelt wurde. Darauf wandte sich Nationalrat Sonderegger am 5. Dezember 1941 mit einer Kleinen Anfrage an den Bundesrat, um in Zukunft ein freies Telefonieren in rätoromanischer Sprache zu gewährleisten. Die Gründe für die Unterbrechungen der rätoromanischen Telefonate waren daraufhin leicht gefunden: Entweder fehlte es an Personal, das die Sprache genügend beherrschte, um notfalls mithören zu können, oder die Arbeitnehmer waren zu wenig geschult, um Rätoromanisch überhaupt als vierte Landessprache zu erkennen.
Aufgrund der Anerkennung des Rätoromanischen als Landessprache benannte der Kanton Graubünden 1943 zahlreiche politische Gemeinden und Fraktionen dieser Gemeinden um. Die Änderungen wurden vom Bundesrat am 12. Oktober 1943 genehmigt. Zum Teil wurden bisher deutsche Namen durch rätoromanische ersetzt, zum Teil Doppelnamen eingeführt. So wurde etwa aus Kästris Castrisch und aus Fetan Ftan, Beispiele von offiziellen Doppelnamen sind Bergün/Bravuogn und Domat/Ems.
Zwischen 1896 und 1919 veröffentlichte der Bündner Politiker und Kulturwissenschaftler Caspar Decurtins (1855–1916) seine «Rätoromanische Chrestomathie». Das Werk gilt als das wichtigste ältere Quellenwerk zur bündnerromanischen Kultur.

## Rückzug in jüngerer Zeit

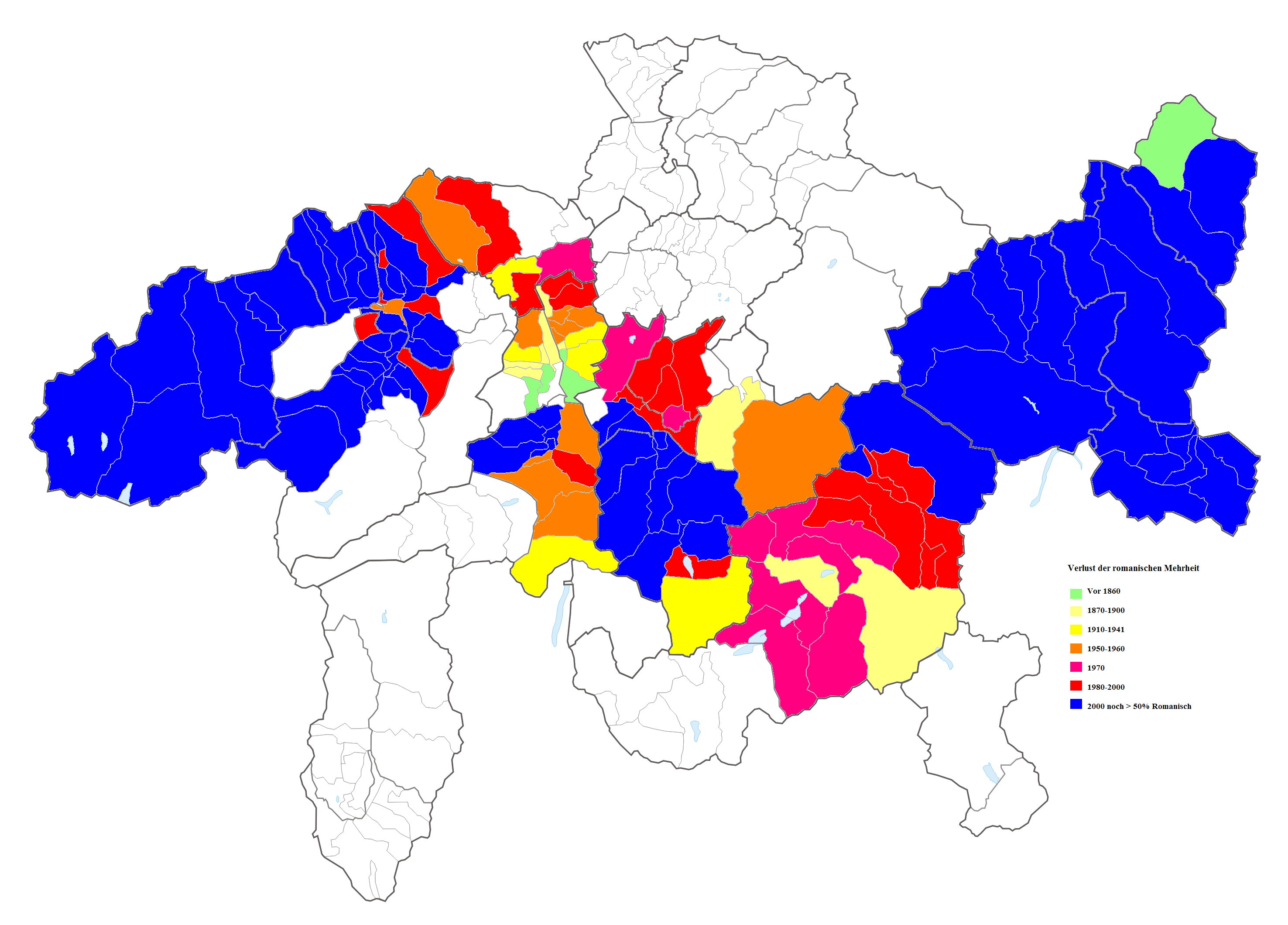
Verlust der romanischen Mehrheit nach Zeit und Gemeinden:
vor 1860
1870–1900
1910–1941
1950–1960
1970
1980–2000
2000 noch >50 % Romanisch

Nachdem die Sprachgrenzen zwischen dem 15. und dem 18. Jahrhundert relativ stabil geblieben waren, wird das Romanische seit dem 19. Jahrhundert immer stärker vom Deutschen bedrängt. Der grösste Teil des sutselvischen Gebietes ist mittlerweile deutschsprachig; junge Romanisch-Sprecher findet man dort fast nur noch am Schamserberg. Auch im Oberengadin ist das Romanische schon seit dem Ende des 19. Jahrhunderts in der Defensive, konnte sich jedoch wegen der meistenorts noch immer romanischen Primarschule bis heute bedeutend besser halten als in der Sutselva. Im Gebiet des Surmiran muss zwischen Sursès/Oberhalbstein und Albulatal unterschieden werden: Im Sursès ist das Romanische noch fest verankert und nicht unmittelbar gefährdet, ganz im Gegensatz zum Albulatal. Die Hochburgen des Rätoromanischen sind hingegen im Westen beziehungsweise im Südosten Graubündens zu finden: Die Surselva (inklusive des zu über 90 % romanischen Seitentals Lumnezia/Lugnez) sowie das Unterengadin (einschliesslich Münstertal).

## Rumantsch Grischun

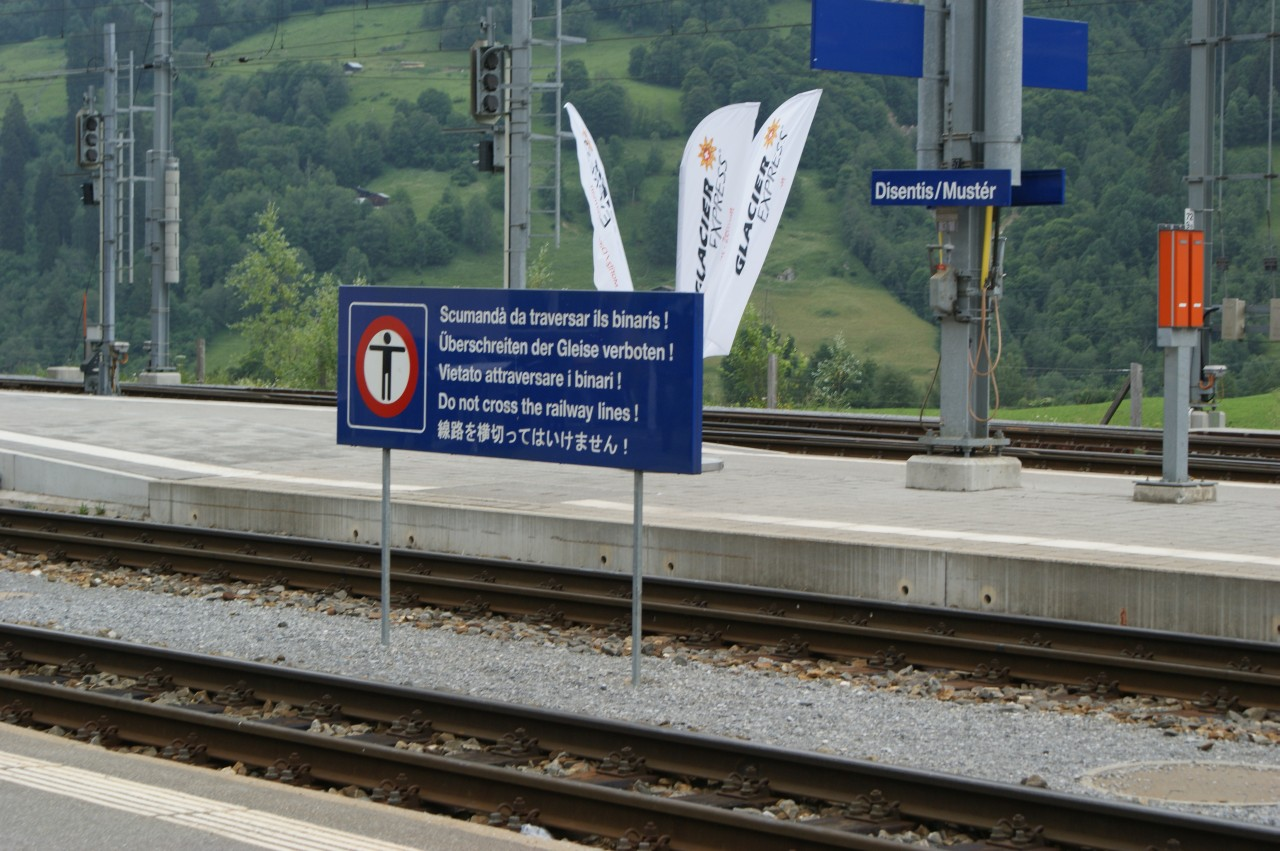
Mehrsprachiges Hinweisschild im Bahnhof Disentis/Mustér, u. a. Rätoromanisch: «Scumandà da traversar ils binaris !»

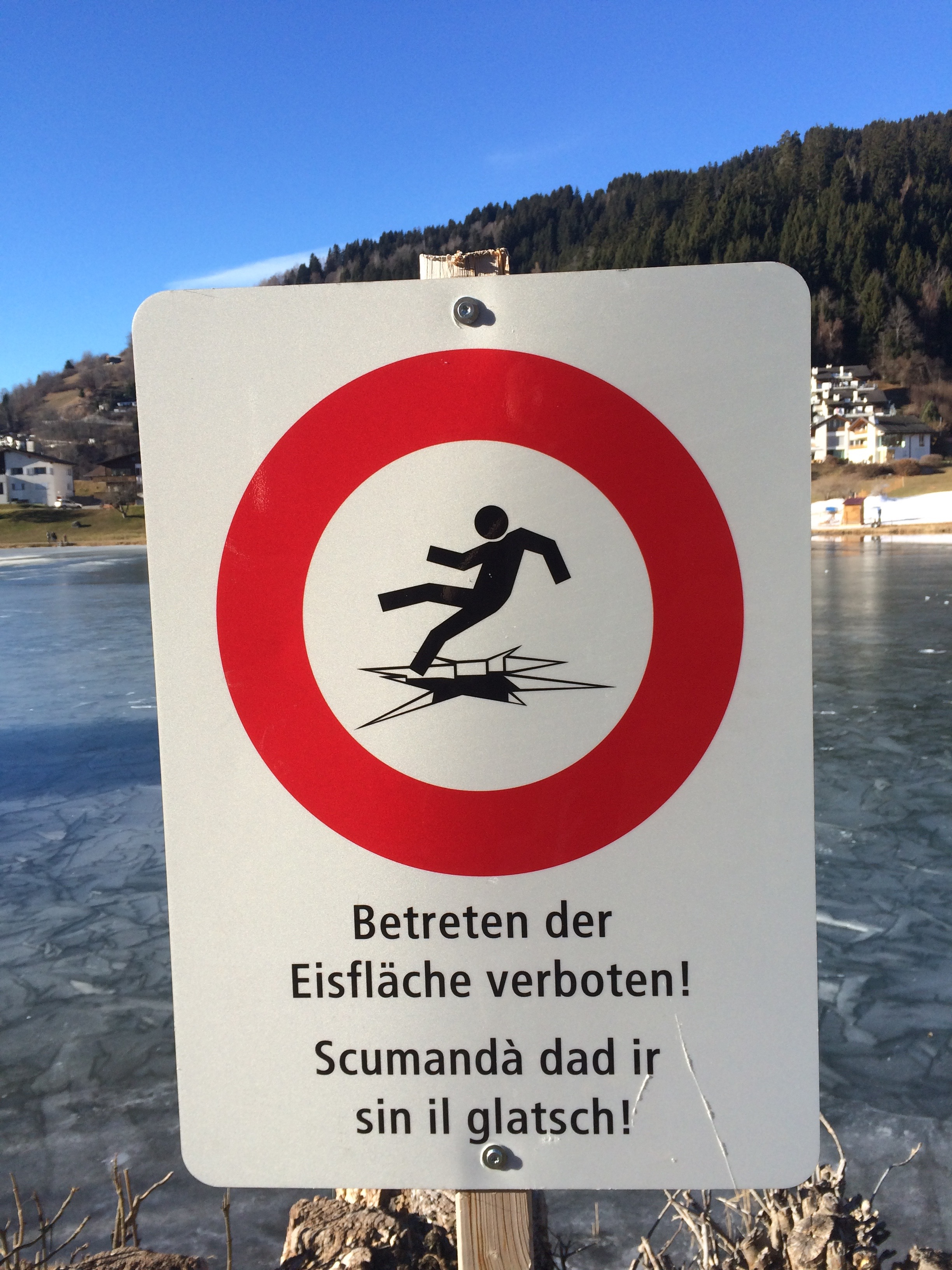
Zweisprachige Inschrift am Laaxersee

Rumantsch Grischun (auf Deutsch übersetzt wörtlich Bündner Romanisch, nicht zu verwechseln mit Bündnerromanisch) ist die auf Initiative der Lia Rumantscha vom Sprachwissenschaftler Heinrich Schmid in den 1970er und 1980er Jahren entwickelte und 1982 präsentierte gemeinsame Schriftsprache für die rätoromanischen Idiome. Für diese neue Standardsprache erarbeitete ein Projektteam unter der Leitung von Georges Darms ein Vokabular, das mit dem Lexikon Pledari Grond veröffentlicht wurde. Seit 2001 ist Rumantsch Grischun offizielle Amtsschriftsprache im Kanton Graubünden und im Bund für den Verkehr mit der romanischsprachigen Bevölkerung; in den romanischen Gemeinden dient indes nach wie vor das jeweilige Idiom als Amtssprache. Die gemeinsame Schriftsprache bezweckt die Stärkung des Romanischen und damit den Erhalt der bedrohten Sprache.
Rumantsch Grischun wurde von der Bevölkerung nicht nur freundlich aufgenommen. Viele Bündner, nicht nur Romanen, befürchten, dass eine Kunstsprache zum Totengräber des Romanischen werden könnte. Andere sind optimistischer und verweisen auf das Beispiel der deutschen Schriftsprache, der es auch nicht gelungen ist, die vielfältigen Deutschschweizer Dialekte wesentlich zu beeinflussen.
Im August 2003 beschloss das Bündner Kantonsparlament, dass Rumantsch Grischun als Schriftsprache in allen romanischen Schulen eingeführt wird und dass neue Lehrmittel für die romanischsprachigen Schulen nur noch in Rumantsch Grischun herausgegeben werden. Bis dahin wurden sämtliche Lehrmittel in allen fünf traditionellen Idiomen herausgegeben. Einerseits erlaubt diese Massnahme Einsparungen bei der Produktion der Schulbücher. Vor allem in stark germanisierten Gebieten mit einem deutlich abweichenden Lokalidiom schwächt sie allerdings die Stellung des Romanischen zusätzlich, da die Kinder de facto ein zweites, ihnen fremdes Romanisch lernen müssen. Von nicht-romanischer Seite werden die Dialektunterschiede oft ungemein unterschätzt, denn sie sind viel ausgeprägter als etwa zwischen den verschiedenen Deutschschweizer Mundarten. Für die Umsetzung des Parlamentsbeschlusses gilt eine Übergangsfrist von zwanzig Jahren. Gemäss der heutigen Rechtslage kann jedoch auch später keine Gemeinde zur Einführung von Rumantsch Grischun an der Schule gezwungen werden, doch wird sich die Beschaffung geeigneter Lehrmittel in den Idiomen immer schwieriger gestalten.
Die Bündner Kantonsregierung hat verschiedene Modelle für die Umsetzung geschaffen. Das Modell «Pioniergemeinde» sieht z. B. die sofortige Einführung von Rumantsch Grischun in passiver Form vor, was bedeutet, dass die Schüler während einer zweijährigen Einführungsphase Rumantsch Grischun nur mittels Hören von Texten und Liedern lernen. Erst nach Ablauf dieser obligatorischen Phase wird Rumantsch Grischun auch aktiv gelernt.
Als erste entschieden sich die Gemeinden des Val Müstair (Münstertal) für das Pioniermodell, und ab 2005 war in diesen Gemeinden die Passivphase im Gange. Seit dem Schuljahr 2007/2008 lernen die Schüler des Münstertales Rumantsch Grischun aktiv als Schriftsprache. Dass die Gemeinden des Münstertales als erste Rumantsch Grischun als Schriftsprache einführten, ist kein Zufall, da die dort verwendete Schriftsprache Vallader bereits grosse Unterschiede zur eigenen Mundart aufwies; überdies wird dort Romanisch (in der Form des dortigen Dialektes Jauer) von 95 Prozent der Bevölkerung aktiv gesprochen und gepflegt, womit Rumantsch Grischun von der Bevölkerung mehrheitlich nicht als Bedrohung ihrer Sprache empfunden wird. Den Verlust der alten Schriftsprache sehen die Befürworter des Rumantsch Grischun durch den Vorteil einer einheitlichen Schriftsprache im ganzen Kanton aufgewogen.
Dem Vorbild des Münstertales folgten weitere Gemeinden des Kantons, zum einen insbesondere solche, in denen dem Rumantsch Grischun relativ nahestehende Mundarten gesprochen werden, zum andern solche, die einem starken Druck des Deutschen ausgesetzt sind. So begannen die meisten Gemeinden des Oberhalbsteins, des Albulatals und der unteren Surselva (hier zuerst die Gemeinde Trin) ebenfalls die «Pionierphase» und schlossen sie teilweise auch ab.
Unterdessen sehen jedoch die Eltern der Kinder im Val Müstair das Idiom gefährdet und erachten Rumantsch Grischun nicht mehr als hilfreich, das Rätoromanische zu fördern. Bei einer Abstimmung im März 2012 entschieden sie sich, wieder das Idiom an den Schulen zu unterrichten lassen. Seither befindet sich Rumantsch Grischun auch im Oberhalbstein sowie in einem Teil der Gemeinden der unteren Surselva auf dem Rückzug. Im Oberhalbstein wird seit dem Schuljahr 2020/21 wieder Surmiran anstelle von Rumantsch Grischun unterrichtet.

## Verankerung des Romanischen im Verfassungskontext der Schweiz

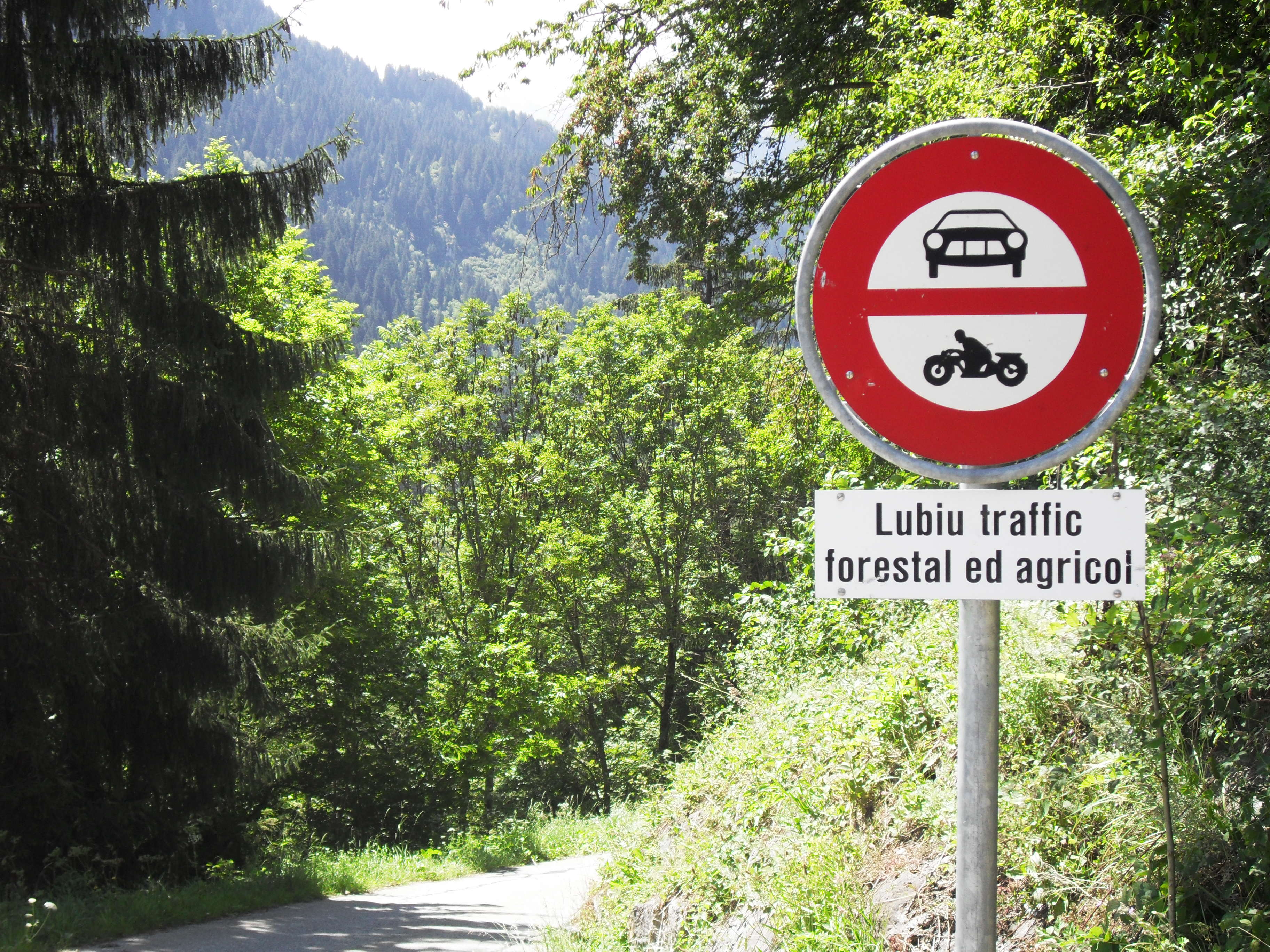
Rätoromanisches Strassenschild bei Waltensburg/Vuorz

Auf Bundesebene ist Romanisch Landessprache sowie, im Verkehr mit der romanischsprachigen Bevölkerung, Amtssprache. Hierbei sind alle fünf Idiome gleichberechtigt. Romanen haben damit die Möglichkeit und das Recht, mit den Bundesbehörden in Sprache und Schrift auf Romanisch zu verkehren. Publikationen des Bundes werden jedoch nicht in den einzelnen Idiomen, sondern ausschliesslich in Rumantsch Grischun verfasst.
Auf Kantonsebene ist Romanisch eine von drei kantonalen Landes- und Amtssprachen in Graubünden. Seit 1992 bedient sich der Kanton im Schriftverkehr mit der romanischen Bevölkerung sowie in romanischen Verlautbarungen (Gesetzessammlung, Kantonsblatt, Abstimmungsvorlagen etc.) ausschliesslich des Rumantsch Grischun. Diese Praxis wird von Artikel 3 des Bündner Sprachengesetzes von 2006 bestätigt.
Auf lokaler Ebene regelt jede Gemeinde in ihrer Verfassung und in ihren Gesetzen, welche Sprache bzw. welches Idiom Amts- und/oder Schulsprache ist. Gemäss Artikel 16 des Bündner Sprachengesetzes gelten Gemeinden, in denen mindestens 40 % der Einwohner das angestammte Idiom sprechen, als amtlich einsprachig, und Gemeinden, in denen wenigstens 20 Prozent das angestammte Idiom sprechen, als amtlich zweisprachig. Die Gemeinden haben auch die Möglichkeit, anstelle eines speziellen Idioms Rumantsch Grischun als Amtssprache zu bezeichnen.

## Medien
Die Radiotelevisiun Svizra Rumantscha, ein Tochterunternehmen des öffentlich-rechtlichen Schweizer Medienunternehmens SRG SSR, unterhält das Radio Rumantsch und die Televisiun Rumantscha.

## Sprachförderung
Der Wortschatz aller bündnerromanischen Mundarten sowie derjenige der älteren Sprachstufen wird im vielbändigen Dicziunari Rumantsch Grischun dokumentiert, das, von der Società Retorumantscha herausgegeben, seit 1938 in Chur erscheint. Derzeit wird am 14. Band gearbeitet.
Die Lia Rumantscha ist als Dachorganisation verschiedener regionaler Vereine die zuständige Stelle für bündnerromanische Sprach- und Kulturförderung, wofür sie grösstenteils von Bund und Kanton finanziert wird.
Die Lia Rumantscha und die ihr angehörenden regionalen Vereine wurden in den Jahren 2005 bis 2007 neu strukturiert; die Kompetenzen wurden nach Territorium aufgeteilt, Konfessionen sind nicht mehr massgebend.
| Alte Aufteilung - Romania für den katholischen Teil der Surselva, - Renania für den evangelischen Teil der Surselva, das Domleschg und das Val Schons, - Uniun dal Surmeir für den oberen Teil des Oberhalbsteins sowie die - Uniun dals Grischs für den unteren Teil des Engadins. | Neue Aufteilung - Surselva Romontscha für die ganze Surselva, - Uniun Romontscha Grischun Central für das Oberhalbstein sowie die Sutselva, - Uniun dals Grischs für das Engadin, das Münstertal und Bergün |

Wichtigste bündnerromanische Jugendorganisation ist die Giuventetgna Rumantscha (GiuRu), zugleich auch Herausgeberin der Jugendzeitschrift PUNTS, deren Herausgabe aufgrund mangelnden Nachwuchses zur Fertigung der Texte Ende 2011 eingestellt wurde.
Zudem existieren einige weitere Vereine, die sich ebenfalls der Förderung des Bündnerromanischen verschrieben haben, aber unabhängig von der Lia Rumantscha agieren. Dazu gehören:
- Pro Rumantsch, ein Manifest, das die Einführung des Rumantsch grischun als Alphabetisierungssprache in den Schulen zum Ziel hat.
- Pro Idioms, Verein für die Erhaltung der bündnerromanischen Mundarten in der obligatorischen Schule.
- viro, Visiun Romontscha, ein Verein aus der Surselva, der für jede Gemeinde ein «Cudischet» herausgeben will, in welchem die jeweilige Gemeinde in bündnerromanischer Sprache präsentiert wird.
- Pro Svizra Rumantscha, die sich für eine überregionale bündnerromanische Tageszeitung eingesetzt hat und nun die romanische Nachrichtenagentur ANR (Agentura da Novitads Rumantscha) unterstützt.
- Raetia, ein Verein in der Deutschschweiz, mit dem Ziel, dort die bündnerromanische Sprache bekannt zu machen.
- Romontschissimo, ein Verein aus der Surselva, der sich zum Ziel gesetzt hat, Lernsoftware für das Bündnerromanische zu entwickeln.

Einen Beitrag zur Verbreitung von Rumantsch Grischun als gemeinsamer Schriftsprache der bündnerromanischen Mundarten hat auch der amerikanische Softwarehersteller Microsoft im Frühling 2006 mit der bündnerromanischen Übersetzung von Microsoft Office mit entsprechendem Wörterbuch und Grammatikprüfung geleistet. Seit April 2005 bietet Google Inc. eine bündnerromanische Oberfläche für seinen Suchdienst an.

## Sprachliche Eigenheiten
Typisch für das Bündnerromanische sind etwa die Endung «-ziun» oder Buchstabenkombinationen wie «tg» oder «aun»/«eun», die dem benachbarten Italienischen fremd sind. Als wohl markantestes Unterscheidungsmerkmal zu diesem gilt die Pluralbildung mit -ls oder -s, die es im Italienischen nicht gibt.
In den meisten Idiomen ist die Lautverbindung [ʃc]/[ʃtɕ] zu finden; besonders auffällig ist deren im Engadin verwendete Schreibweise s-ch (zum Beispiel s-chela ‚Treppe‘, suos-ch ‚dreckig‘ und öfters in Ortsnamen: S-chanf, S-charl, Chamues-ch, Porta d’Es-cha). In den übrigen Idiomen wird der gleiche Laut stg geschrieben (zum Beispiel surselvisch biestg ‚Rind‘).

## Zeitschriften
- Engadiner Post (Posta Ladina), zweisprachige Wochenzeitung für das Engadin
- La Pagina da Surmeir, romanische Wochenzeitung für das Surmeir (Albulatal und Oberhalbstein)
- La Quotidiana, romanische Tageszeitung für alle romanischsprachigen Gebiete

## Die bündnerromanischen Idiome im Vergleich
Die Unterschiede zwischen den Idiomen sollen hier am Beispiel der ersten Sätze der Fabel «Der Rabe und der Fuchs» von Jean de La Fontaine dargestellt werden:

### Surselvisch(Sursilvan)
Anhörenⓘ
L’uolp era puspei inagada fomentada. Cheu ha ella viu sin in pegn in tgaper che teneva in toc caschiel en siu bec. Quei gustass a mi, ha ella tertgau, ed ha clamau al tgaper: «Tgei bi che ti eis! Sche tiu cant ei aschi bials sco tia cumparsa, lu eis ti il pli bi utschi da tuts».

### Sutselvisch(Sutsilvan)
La gualp eara puspe egn’eada fumantada. Qua â ella vieu sen egn pegn egn corv ca taneva egn toc caschiel ainten sieus pecel. Quegl gustass a mei, â ella tartgieu, ad â clamo agli corv: «Tge beal ca tei es! Scha tieus tgànt e aschi beal sco tia pareta, alura es tei igl ple beal utschi da tuts».

### Surmeirisch(Surmiran)
La golp era puspe eneda famantada. Cò ò ella via sen en pegn en corv tgi tigniva en toc caschiel ainten sies pechel. Chegl am gustess, ò ella panso, ed ò clamo agl corv: «Tge bel tgi te ist! Schi igl ties cant è schi bel scu tia parentscha, alloura ist te igl pi bel utschel da tots».

### Oberengadinisch(Puter)
Anhörenⓘ
La vuolp d’eira darcho üna vouta famanteda. Cò ho’la vis sün ün pin ün corv chi tgnaiva ün töch chaschöl in sieu pical. Que am gustess, ho’la penso, ed ho clamo al corv: «Che bel cha tü est! Scha tieu chaunt es uschè bel scu tia apparentscha, alura est tü il pü bel utschè da tuots».

### Unterengadinisch(Vallader)
La vuolp d’eira darcheu üna jada fomantada. Qua ha’la vis sün ün pin ün corv chi tgnaiva ün toc chaschöl in seis pical. Quai am gustess, ha’la pensà, ed ha clomà al corv: «Che bel cha tü est! Scha teis chant es uschè bel sco tia apparentscha, lura est tü il plü bel utschè da tuots».

### Jauer(Münstertalerisch)
La uolp d’era darchiau üna jada fomantada. Qua ha’la vis sün ün pin ün corv chi tegnea ün toc chaschöl in ses pical. Quai ma gustess, ha’la s’impissà, ed ha clomà al corv: «Cha bel cha tü esch! Scha tes chaunt es ischè bel sco tia apparentscha, lura esch tü il pü bel utschè da tots».
(Da das Jauer keine eigene standardisierte Schriftsprache hat, ist dies nur ein Beispiel, den Dialekt in Schriftform wiederzugeben.)

### Rumantsch Grischun
La vulp era puspè ina giada fomentada. Qua ha ella vis sin in pign in corv che tegneva in toc chaschiel en ses pichel. Quai ma gustass, ha ella pensà, ed ha clamà al corv: «Tge bel che ti es! Sche tes chant è uschè bel sco tia parita, lura es ti il pli bel utschè da tuts».

### Italienisch
La volpe era di nuovo affamata. Vide allora su un abete un corvo che teneva un pezzo di formaggio nel becco. Quello mi piacerebbe, pensò, e gridò al corvo: «Che bello sei! Se il tuo canto è così bello come il tuo aspetto, allora sei il più bello di tutti gli uccelli».

### Latein
Cum vulpes rursus esuriebat, subito vidit corvum abiete residentem et caseum in ore tenentem. Cum hunc sibi dulci sapore fore secum cogitavisset, clamavit ad corvum: «Quam pulcher es! Cum tibi cantus aeque pulcher est atque species, tum es pulcherrimus omnium alitum».

### Deutsch
Der Fuchs war wieder einmal hungrig. Da sah er auf einer Tanne einen Raben, der ein Stück Käse in seinem Schnabel hielt. Das würde mir schmecken, dachte er, und rief dem Raben zu: «Wie schön du bist! Wenn dein Gesang ebenso schön ist wie dein Aussehen, dann bist du der Schönste von allen Vögeln».